# Georg Gölter
Georg Gölter, né le 22 décembre 1938 à Kaiserslautern et mort avant ou le 6 avril 2025, est un homme politique allemand, membre de la CDU. 

## Biographie
Georg Gölter naît le 22 décembre 1938 à Kaiserslautern.
Il est membre du Bundestag allemand entre 1969 et 1977, jusqu'à ce qu'il devienne ministre en Rhénanie-Palatinat. Il siège au Landtag de Rhénanie-Palatinat en tant que député entre 1979 et 2006.
Georg Gölter meurt avant ou le 6 avril 2025 à l'âge de 86 ans. La date exacte du décès n'est pas encore connue.